# Novelle orientali
Novelle orientali (Nouvelles orientales)) è una raccolta di romanzi del 1968 scritta da Marguerite Yourcenar, tradotto in oltre venti lingue. Il libro è un insieme di racconti sull'Estremo Oriente o indù, ma sono presenti anche alcune novelle ambientate in Grecia e nei balcani.

## Storia editoriale
Il libro è stato scritto durante gli anni in cui l'autrice viaggiava spesso in Grecia passando per la strada dei Balcani, difatti i racconti ambientati in questi luoghi sono stati ispirati proprio da questi viaggi, a differenza delle novelle ambientate in estremo oriente, come Come Wang-Fô fu salvato e L'ultimo amore del principe Genji, le quali sono dovute alla passione per la letteratura cinese e giapponese.
Inizialmente pubblicati separatamente, i dieci racconti furono rielaborati dall'autrice per formare una prima raccolta nel 1938. In una postilla, l'autrice spiega l'evoluzione dei testi scelti e le loro origini. L'aggettivo "orientale" nel titolo è giustificato dal fatto che l'autrice si è ispirata a contesti culturali mediterranei o dell'Estremo Oriente, prendendo spunto dalle Nouvelles asiatiques di Joseph Arthur de Gobineau.

## Trama
Il libro, nel suo insieme, è un viaggio in un Oriente che si stende dalla Grecia e dai Balcani fino a raggiungere l'India e il Giappone, dove la scrittrice racconta una manciata di fiabe e leggende di derivazione orientale. Le novelle trattano di antiche leggende slave, apologhi taoisti e miti indù, che grazie alla capacità dell'autrice vengono ricondotte a una drammaticità di sentimenti veri, trattando l'inevitabilità del destino.

### Struttura
Il libro è suddiviso nelle dieci novelle e contiene un post-scriptum alla fine.
1. Come Wang-Fô fu salvato racconta la storia di un celebre pittore cinese che attraversò il regno di Han in compagnia di Ling, il suo fedele discepolo, alla ricerca di nuovi paesaggi.
2. Il sorriso di Marko è ispirata alla storia del principe serbo Marko Mrnjavčević e alle leggende popolari che si sono sviluppate attorno a lui
3. Il latte della morte è una rielaborazione della storia tradizionale albanese Keshtjella e Rozafes (Il Castello di Rozafa).
4. L'ultimo amore del principe Genji è direttamente ispirato a Genji monogatari di Murasaki Shikibu, come spiega la stessa autrice nella poscritto alla raccolta, dove viene dato un finale alternativo alla storia originale
5. L'uomo che ha amato le Nereidi è la storia di un contadino di un'isola greca e di come cambia completamente la sua vita con l'incontro delle Nereidi
6. Nostra Signora delle Rondini racconta la lotta tra un monaco di nome Terapione e un gruppo di Ninfe
7. La vedova Afrodissia racconta la storia della vedova di Kostis il Rosso, bandito che terrorizza gli abitanti di un villaggio greco
8. Kali decapitata è la storia della dea Kālī che si concede agli uomini e rimane vittima delle loro gelosie
9. La fine di Marko Kraliévitch riprende una delle leggende più diffuse nei Balcani, ovvero quella di Marko Mrnjavčević, eroe della battaglia del Kosovo
10. La tristezza di Cornelius Berg è la storia di un ritrattista che non trova più ispirazione man mano che invecchia; quest'ultimo racconto chiude in cerchio le novelle, dove viene contrapposto un pittore pessimista ad uno ottimista come Wang-Fô
11. Post-scriptum

## Edizioni
- (FR) Marguerite Yourcenar, Nouvelles Orientales, Parigi, Gallimard, 1938.
- (FR) Marguerite Yourcenar, Nouvelles Orientales, Parigi, Gallimard, 1983.
- Marguerite Yourcenar, Novelle Orientali, Milano, Rizzoli, 1983.
- Marguerite Yourcenar, Novelle Orientali, collana BUR, traduzione di Maria Luisa Spaziani, Milano, Rizzoli, 1987, ISBN 88-17-13673-5.